# Verdenberkové
Verdenberkové, také Verdenbergové (respektive Werde von Werdenberg) byl šlechtický rod původem z Itálie. Vzestupu dosáhl za třicetileté války v osobě Jana Křtitele Verdenberga. Jeho potomkům více než sto let patřilo několik panství na Moravě, kromě toho měli majetek i v Rakousku. Rod vymřel v roce 1733, jméno a erb Verdenberků pak převzal spřízněný rod knížat Lichnovských.

## Dějiny rodu

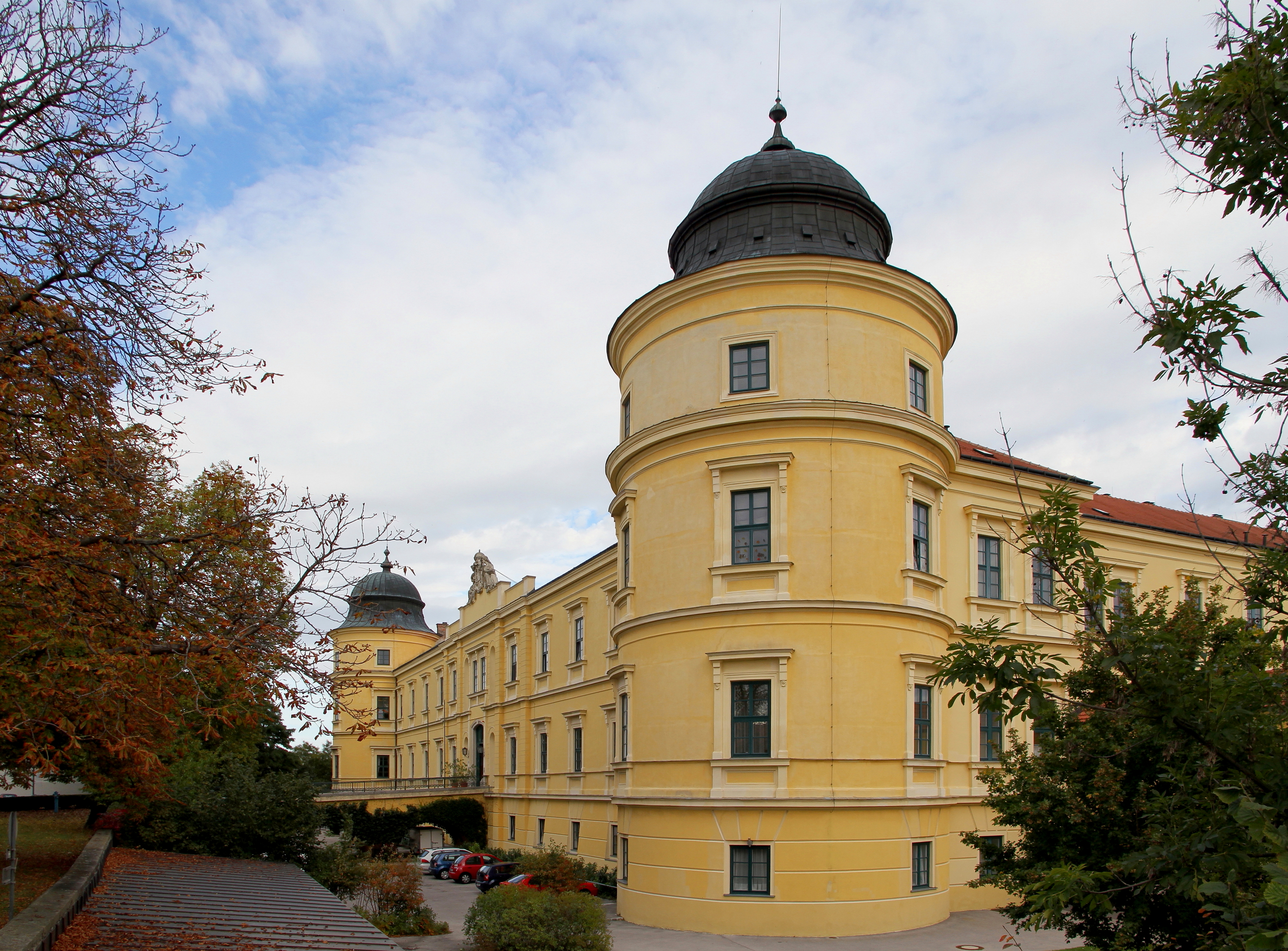
Zámek Judenau

Původ rodu není spolehlivě objasněn, pravděpodobně se jednalo o měšťanskou rodinu z oblasti Milána v severní Itálii, kde v 16. století Giacomo Verda působil jako právník. Zakladatelem rodové moci byl jeho vnuk Jan Křtitel (1582–1648), který studoval ve Štýrském Hradci a poté se usadil v Gorici. Uplatnění našel jako právník u dvora arcivévody Ferdinanda Štýrského, kde si postupně vybudoval vlivné postavení. V letech 1620–1637 byl rakouským dvorským kancléřem, zároveň se stal císařským komořím a tajným radou a dlouhodobě patřil k důležitým osobnostem za vlády Ferdinanda II. Z mocenských pozic byl odstaven po nástupu Ferdinanda III. (1637), a i když nadále zůstal členem Tajné rady, zdržoval se spíše v soukromí na svých statcích.

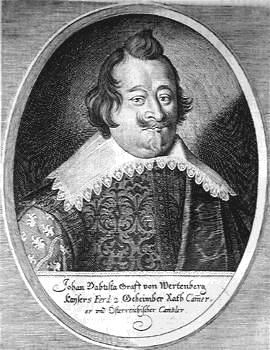
Jan Křtitel z Verdenbergu

V roce 1622 byl Jan Křtitel povýšen do šlechtického stavu, v roce 1623 získal titul svobodných pánů a nakonec byl 7. listopadu 1630 povýšen na hraběte. Mimoto pro svůj rod získal v roce 1625 dědičnou hodnost vrchního ceremoniáře v hrabství Gorizia. Prosadil se také jako cílevědomý budovatel rodového majetku, získal řadu statků v různých částech monarchie, nejvýznamnější z nich bylo panství Grafenegg v Dolním Rakousku a Náměšť nad Oslavou na Moravě. Dlouhodobě patřil k mecenášům jezuitského řádu a založil rodinnou hrobku v kostele sv. Michala ve Vídni.
Dědicem Jana Křtitele byl jeho syn Jan Ferdinand (1616–1666), který z finančních důvodů v roce 1663 pronajal Náměšť. Pobýval často v Brně, protože zastával funkci přísedícího moravského zemského soudu. Ze dvou manželství měl jen dcery, ze svých statků proto vytvořil majorátní fideikomis pro svého bratrance Alexandra (1620–1672). Ten se sice úspěšně snažil hospodářsky zkonsolidovat zděděný majetek, vyčerpávaly jej ale soudní spory s Ferdinandovými dcerami i s nájemci Náměště.

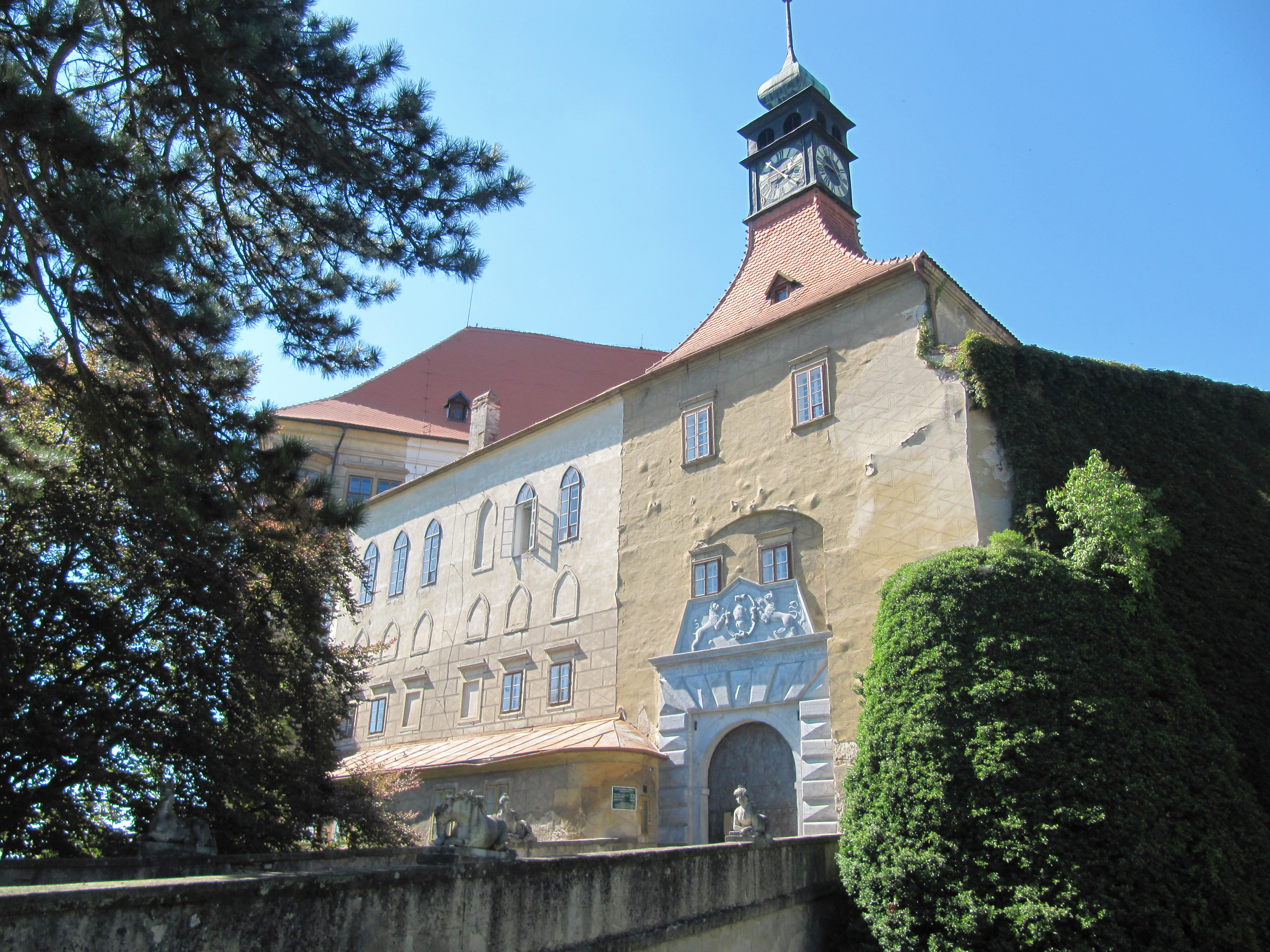
Zámek Náměšť nad Oslavou

Dlouholeté soudní spory, tentokrát s poddanskými městy, vedl i Alexandrův syn Jan Filip (1653–1733). Ten mimo jiné vynikl jako mecenáš umění. Kolem roku 1700 nechal přestavět dům ve Starobrněnské ulici v Brně do podoby šlechtického paláce. Jan Filip zemřel v Brně 19. dubna 1733 a jím rod v mužské linii vymřel, pohřben je v dominikánském klášteře v Brně. Na základě závěti Jana Ferdinanda z roku 1666 zdědil moravské statky vzdálený příbuzný hrabě Václav Adrian z Enkenfurtu, který sice zahájil obnovu Náměště, ale zemřel brzy bez potomstva (1738) a dědictví pak prošlo složitým vývojem.
Zakladatelem druhé rodové větve byl starší bratr Jana Křtitele, Jan Petr (1578–1655), který vystudoval filozofii a medicínu. Spolu s bratrem byl povýšen do šlechtického a panského stavu a působil taktéž ve státních službách. V roce 1637 získal panství Judenau v Dolních Rakousích, kde začal stavět zámek, v jehož úpravách pokračovaly i další generace. Jeho syn Jan Křtitel mladší (1629–1696) pronikl sňatkem na severní Moravu, protože jeho manželka Kristina von Wintz byla dědičkou panství Odry. Po rodičích byla majitelkou Oder nejprve dcera Anna Alžběta, provdaná Hofmannová, až po ní převzal Odry v roce 1699 její bratr Jan Petr Antonín († 1710). Ten v roce 1701 prodal rakouské panství Judenau za 256 000 zlatých Lichtenštejnům a poté se trvale usadil na zámku v Odrách, měl zde však trvalé spory s měšťany ohledně vaření piva. Odry poté zdědila jeho dcera Marie Barbora Kajetána (1697-1755), která zde trvale žila a byla poslední nositelkou rodového jména. Byla provdaná za hraběte Karla Františka Lichnovského z Voštic (1690-1742), který po vymření Verdenbergů (1733) přijal jejich jméno a erb. Jejich potomstvo dodnes užívá alianční jméno Lichnowsky-Werdenberg.

## Majetkové poměry a stavební aktivity
Do Českého království pronikl Jan Křtitel Verdenberg v roce 1623, kdy za výhodných podmínek zakoupil panství Kácov s dvěma městečky a patnácti vesnicemi. Již o tři roky však Kácov se ziskem prodal, krátce nato za složitých okolností za 350 000 zlatých převzal Náměšť nad Oslavou, kterou před odchodem do exilu prodal Karel starší ze Žerotína. K Náměšti patřilo mimo jiné město Velká Bíteš, městečka Rosice, Mohelno a 66 vesnic. Rozsahem náměšťského panství a počtem poddaných se Jan Křtitel stal jedním z nejbohatších šlechticů na Moravě. Náměšť byla navíc v roce 1630 povýšena na hrabství (v českých právních dějinách se jedná o ojedinělý případ, kdy panství získalo statut hrabství). Státními úřady byl Jan Křtitel vázán k trvalému pobytu ve Vídni, Náměšť navštívil poprvé až v roce 1633, později zde strávil zimu na přelomu let 1640-1641.
Jan Křtitel získal také řadu statků v dalších zemích habsburské monarchie. Důležitou součástí rodového dominia se stalo panství Grafenegg v Dolních Rakousích, kde sídlila centrální správa všech verdenberských majetků (zdejší zámek pochází až z 19. století, kdy panství patřilo rodu Breunerů). V roce 1626 za 116 000 zlatých koupil panství Oberstein (nynější Stari Grad Kamnik ve Slovinsku), kromě toho vlastnil také nemovitosti ve Vídni, Brně a Kremži. Ve Vídni sídlil nejprve v domě v ulici Spiegelgasse 1, později vlastnil tři domy v ulici Neumarkt, které se po prodeji Schwarzenbergům (1688) staly základem Schwarzenberského paláce. V Brně byl rodovým sídlem dům U Modré koule ve Starobrněnské ulici, bydlel zde již v polovině 17. století Jan Ferdinand, později za Jana Filipa proběhla barokní přestavba (kolem roku 1700), současná podoba domu je ale výsledkem další přestavby v 19. století.
K Náměšti patřily také Rosice u Brna, zdejší zámek sice Verdenberkové neobývali, ale podnikli zde úpravy interiérů. Rosice byly od roku 1663 v pronájmu, nakonec byly vyčleněny z rodového fideikomisu a v roce 1684 je koupil Jiří Hausperský z Fanalu. Součástí náměšťského panství byl i vzdálenější statek Miroslavské Knínice na Znojemsku, zdejší zámek prošel stavebními úpravami ve dvacátých letech 18. století za Jana Filipa, který zde s rodinou příležitostně pobýval.
Se jménem Verdenbergů je spojena i církevní architektura na jejich moravských statcích. Jan Křtitel na vlastní náklady nechal postavit kostel sv. Jana Křtitele v Náměšti nad Oslavou. Nad vchodem do kostela je umístěn erb Verdenbergů a Jan Křtitel i s manželkou Marií Kateřinou Coroniniovou (1590-1660) je zachycen na hlavním oltářním obrazu. Z podnětu Verdenbergů později vznikla v Náměšti také nová fara (1658). Sousoší Nejsvětější Trojice na náměstí v Náměšti z roku 1715 financovala hraběnka Marie Isabela Verdenbergová. Budova fary vznikla také v Odrách (1699), kde krátce předtím pod patronátem Verdenbergů došlo i k přestavbě kostela sv. Bartoloměje (1691-1692).

## Přehled majetku rodu v Čechách a na Moravě
- Kácov (1623–1626)
- Miroslavské Knínice (1628–1733)
- Náměšť nad Oslavou (1628–1733)
- Odry (1675–1757)
- Rosice (1628–1684)